# Histoire de l'Aveyron
Il est un peu artificiel d'écrire une histoire de l'Aveyron depuis la préhistoire, puisque le département de l'Aveyron en tant qu'unité administrative distincte n'existe que depuis 1790, comme la plupart des départements français. Néanmoins les terroirs de l'Aveyron ont eu une forte histoire commune. L'article qui suit traite de l'histoire des hommes sur le territoire du département de l'Aveyron.

## LaPréhistoire

### LePaléolithique
La présence de l'homme de Néandertal est attestée en Aveyron pendant le Moustérien, entre 130 000 et 35 000 ans avant le présent.
Quelques bifaces et outils en silex ont été découverts hors contexte sur le Causse Comtal et sur les Avant-Causses saint-affricains. Deux sites ont fait l'objet de fouilles archéologiques modernes :
- Le site du Rescoundudou à Sébazac-Concourès[1],[2],[3]
- L'abri des Canalettes à Nant[4]

Ces sites attestent la prédominance de la chasse, principalement des chevaux et des daims. Le climat alors était tempéré.
Pendant le Paléolithique supérieur, le climat se refroidit fortement. C'est la Glaciation de Würm. Le glacier de l'Aubrac rend la présence humaine difficile. Quelques sites de cette période (35 000 ans à 8 000 ans avant notre ère) indiquent une fréquentation temporaire de l'Aveyron : station de surface de la région de Rignac, grotte de Reycabrot à Rullac-Saint-Cirq, le Roc Troué à Sainte-Eulalie-de-Cernon et les Usclades à Nant.

## LeMésolithique
Vers 8 200 avant notre ère, l'Europe occidentale connaît un radoucissement généralisé. On assiste à un retour d'une faune et d'une flore de climat tempéré. La culture humaine présente sur le territoire de l'Aveyron change. Il s'agit du Mésolithique. Elle est caractérisée par des silex taillés minuscules, des microlithes, le plus souvent de formes géométriques : triangulaires, trapézoïdes, semi-circulaires… Ils étaient utilisés sur des hampes de bois. L'arc et la flèche sont couramment utilisés. Ces populations correspondent aux derniers chasseurs-cueilleurs en Aveyron.
Parmi la trentaine de sites connus ayant livré des vestiges de cette période, on compte les stations du Lévezou, les abris des Caïres à Laissac, de Roquemissou, de Campagnac, de la Poujade à Millau, et, particulièrement intéressant les abris des Salzets à Mostuéjouls, du Roc Troué et des Usclades.

## LeNéolithique
Il semblerait qu'il y ait eu une néolithisation indigène, différente de celle qui se développa sur le littoral méditerranéen, et au moins aussi ancienne. En témoignent les abris sous roche de La Poujade, de Roquemissou, de Puech-Margues à La Cresse, du Roc Troué et des Usclades. Ces sites auraient été occupés, d'après datation par le carbone 14, durant les VIe et Ve millénaires av. J.-C.
Les espèces domestiquées comme le mouton, la chèvre, le porc et le bœuf sont de plus en plus présentes et remplacent les espèces chassées précédemment. On voit apparaître l'art de la céramique, de plus en plus fine. On trouve des grains de blé et d'orge.
Cependant les outils en pierre restent de facture mésolithique.
À partir du IVe millénaire av. J.-C., le déboisement s'intensifie. Le nombre et l'importance des sites connus de cette époque indiquent une certaine progression démographique. Il s'agit en majorité de grottes-habitats situées sur le versant ensoleillé des vallées ou des bordures de plateaux. C'est le Chasséen en Aveyron, caractérisé par des céramiques lisses, parfois décorées de motifs géométriques et par un outillage à base de silex blond.
Au IIIe millénaire av. J.-C. commence précocement sur les Grands Causses l'âge du cuivre, ou Chalcolithique.

## Les Rutènes
Les Rutènes sont un peuple celte implanté en Rouergue probablement dès le IVe siècle avant notre ère.

## LeMoyen Âge(500-1500)
Pendant cette période, l'histoire de l'Aveyron est celle du Rouergue.

## Ancien Régime(1600-1789)
- Guerres de religion, Rébellions huguenotes
  - Siège de Saint-Antonin

## La Révolution

Carte de l'Aveyron (1790)

La Révolution est, dans un premier temps, bien accueillie dans certaines parties du Rouergue. On y écrit des cahiers de doléances et on élit des délégués pour l'assemblée. Les trois bailliages du Rouergue envoient quatre députés chacun, un pour la noblesse, un pour le clergé et deux pour le tiers état. Parmi eux on compte en particulier Mgr de Colbert et Antoine Rodat.
La Fête de la Fédération est célébrée le 14 juillet 1790, notamment à Sainte-Eulalie-d'Olt.
Pourtant une opposition va apparaître à cause d'une part de la question cléricale, et d'autre part de la conscription.
Seulement un quart des prêtres aveyronnais prêteront le serment à la constitution civile. À la suite de la condamnation de celle-ci par le pape, il n'y avait plus que 120 jureurs pour 1011 prêtres. Nombreux seront les réfractaires recherchés, emprisonnés, voire déportés. Leur autorité morale sur les aveyronnais s'en trouvera durablement renforcé, considérés comme de « bons prêtres », des « confesseurs de la foi ».
Cette tradition de résistance religieuse se poursuivra au cours du XIXe siècle, par le schisme de la Petite Église à la suite du refus du concordat de 1801 et le mouvement des Enfarinés, bien implanté dans les régions de Campouriez et Villecomtal.
De 1791 à 1793, les neuf districts (Aubin, Millau, Mur-de-Barrez, Rodez, Saint-Affrique, Saint-Geniez-d'Olt, Sauveterre, Sévérac-le-Château et Villefranche) du département de l'Aveyron fourniront deux bataillons de volontaires nationaux.
Le service militaire obligatoire était peut-être la plus grande impulsion vers la contre-révolution populaire en Aveyron. Perçues comme une attaque aux communautés rurales sans lien fort au concept national de la France, la levée de 300 000 hommes en 1791 puis la levée en masse en 1793 avaient incité une grande résistance dans plusieurs communes rurales. La défense de la religion a constitué seulement un aspect de la défense de la communauté contre les intrusions de Paris et des villes dans la vie rurale.

## LeXIXesiècle
En 1808, le département de l'Aveyron est amputé du canton de Saint-Antonin-Noble-Val rattaché au nouveau département de Tarn-et-Garonne.
En 1817, le procureur Fualdès est assassiné. Des études récentes[réf. souhaitée] mettent en cause l'Ordre secret, catholique et royaliste des Chevaliers de la Foi.
Eu 1833, le ministre Élie Decazes créé le centre d'exploitation houillère qui, en 1880, prendra le nom de Decazeville.

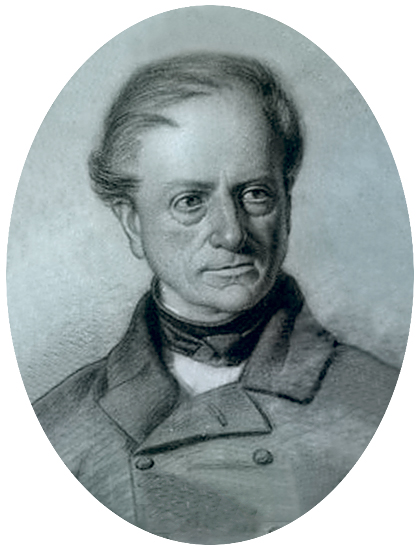
Hippolyte de Barrau (1794-1863)

En 1836, des personnalités et notables locaux attachés aux progrès de la culture fondent la Société des lettres, sciences et arts de l'Aveyron, sur l'initiative d'un des leurs, Hippolyte de Barrau.

## Sources